# Coupable ou Innocente
Coupable ou Innocente (Gross Misconduct) est un film australien réalisé par George T. Miller sorti en 1993.

## Synopsis
Justin Thorne (Jimmy Smits), professeur à l'université, mari fidèle, père exemplaire, professeur irréprochable, est adoré de ses étudiants. Mais sa vie tourne au cauchemar le jour où il est accusé du viol de l'une de ses étudiantes, Jennifer (Naomi Watts), qui menace de détruire tout ce qui lui est cher. Son univers devient alors celui du mensonge et de la suspicion. Il doit prouver son innocence, victime d'une jeune femme prête à tout pour le séduire.

## Distribution
- Jimmy Smits (VF: Robert Guilmart) : Justin Thorne
- Naomi Watts : Jennifer Carter
- Sarah Chadwick : Laura Thorne
- Adrian Wright : Kenneth Carter
- Ross Williams : David Guilderman
- Paul Sonkkila (en) : Rowland Curtis
- Alan Fletcher : Henry Landers

## Distinctions
- 1993 : Nommé pour les meilleurs costumes à l'Australian Film Institute[2].